# Myrmarachne melanocephala
Myrmarachne melanocephala är en spindelart som beskrevs av MacLeay 1839. Myrmarachne melanocephala ingår i släktet Myrmarachne och familjen hoppspindlar. Inga underarter finns listade i Catalogue of Life.